# ザイトゥーン部隊
大韓民国イラク平和・再建師団（朝鮮語: 대한민국 이라크 평화·재건 사단 / 大韓民國 伊拉克 平和·再建 師團）、通称ザイトゥーン部隊（자이툰 부대）は韓国がイラク再建のため北部クルド人自治区のアルビルに派遣した陸軍部隊。ザイトゥーン（アラビア語: زيتون）はアラビア語でオリーブ（平和）を意味する。

## 概要
韓国は2003年、600人規模の徐熙・済馬（ソヒジェマ、서희제마）部隊を多国籍軍の一部としてイラクに派遣したが、米国からさらに大規模な派兵を要請され、2004年2月23日ザイトゥーン部隊（イラク平和再建師団、이라크 평화재건 사단）を創設した。当初は8,000人規模であったが、派兵反対論も根強く、3,600人に縮小された。
ザイトゥーン部隊は8月25日から順次クウェートに向け出発、同国の米軍基地キャンプ・バージニアのウダヘリ訓練場で訓練を受けた後、9月2日から順次アルビル入りし、9月22日アルビル展開を完了した。同部隊はアルビル空港近くのランキンや北西のスワランなどに駐屯し、物資支援や道路建設、電力供給、テコンドー普及、警察・民間防衛軍育成などの任務に当る。11月に宿舎建設が完了して、さらに800人程度増派され、3,600人規模にまでなった。現地司令官は黄義敦（ファン・ウイドン、황의돈）陸軍少将。
この派兵により韓国はイスラム過激派からテロ予告を受けており、韓国内は厳重な警戒体制が敷かれている。2007年10月10日イラク滞在中のドナルド・ラムズフェルド米国防長官がザイトゥーン部隊を電撃訪問して激励した。また盧武鉉大統領（当時）も2007年12月8日、パリからの帰途アルビルのザイトゥーン部隊を電撃訪問している。
イラク現地での活動を行った部隊は2006年4月より段階的に縮小され、2008年12月20日にイラクから完全撤退した。

## その他
韓国時間で2007年5月19日午後6時45分頃（午後1時45分、現地時間）、韓国軍ザイトゥーン部隊の呉某中尉（27歳）が部隊展開領内にあるザイトゥーン病院医療部隊の理髪店で銃創を負って死亡しているのが発見された。発見現場には当時、中尉が使用していたと思われるK2小銃1丁と薬莢ひとつが落ちていたといわれている。その後、国防部の調査本部は、2007年 6月4日他殺ではなく、自殺であると結論を発表した。この件はザイトゥーン部隊が派遣されて初めての死亡事例であり、また派遣中で唯一の韓国軍兵士の死亡事件であった。